# Athanase Auger

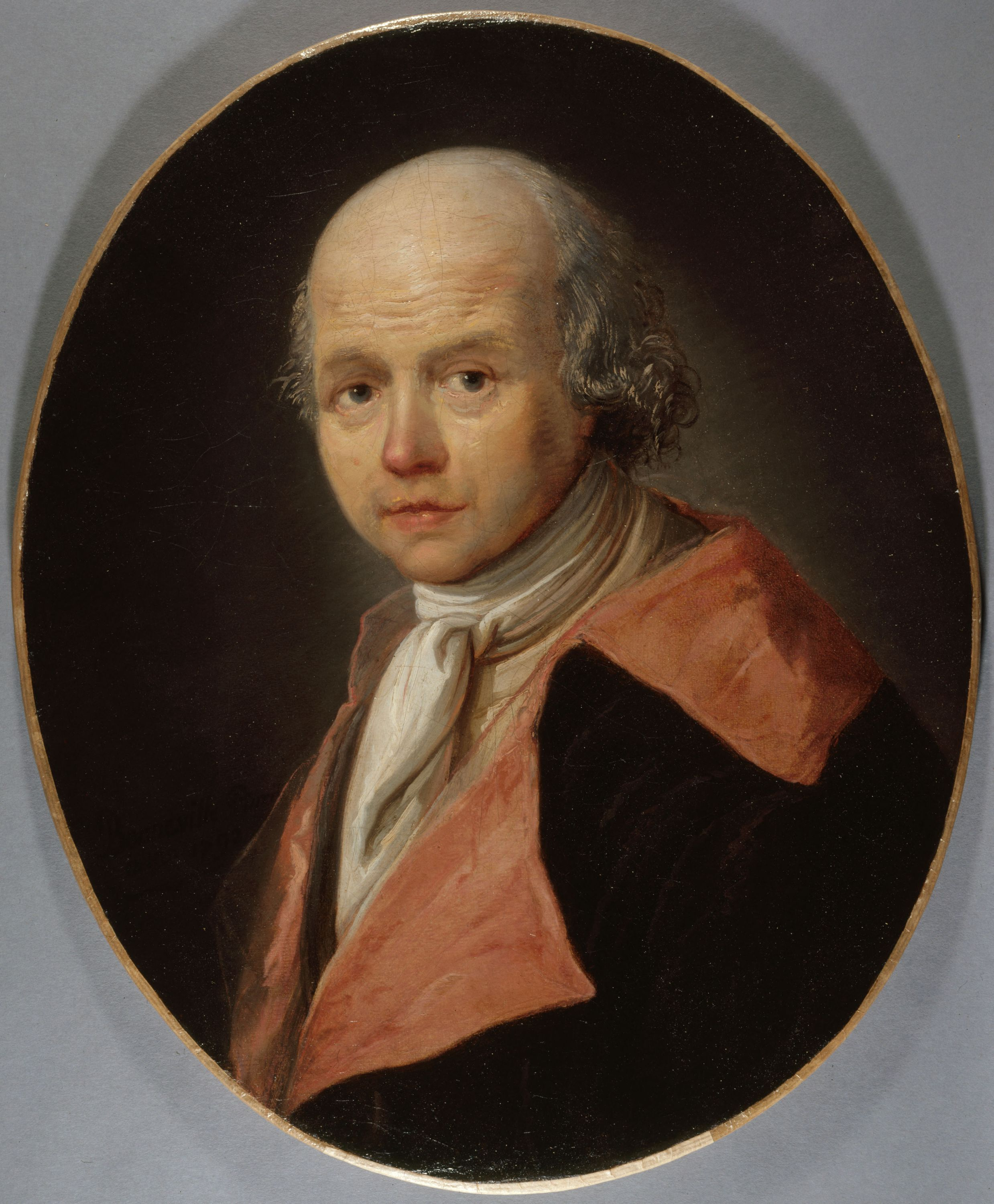
Porträtt av Auger, målat av Francois Bonneville

Athanase Auger, född den 12 december 1734 i Paris, död den 7 februari 1792, var en fransk lärd.
Auger var författare till det viktiga arbetet De la constitution des romains (1792) samt översatte antika skriftställare.